# John L. Taylor
John Lampkin Taylor (* 7. März 1805 im Stafford County, Virginia; † 6. September 1870 in Washington, D.C.) war ein US-amerikanischer Politiker. Zwischen 1847 und 1855 vertrat er den Bundesstaat Ohio im US-Repräsentantenhaus.

## Werdegang
John Taylor besuchte vorbereitende Schulen. Nach einem anschließenden Jurastudium in Washington und seiner 1828 erfolgten Zulassung als Rechtsanwalt begann er in Chillicothe (Ohio) in diesem Beruf zu arbeiten. Er war auch in der Staatsmiliz aktiv, in der er bis zum Generalmajor aufstieg. Während des Mexikanisch-Amerikanischen Krieges half er bei der Aufstellungen von Freiwilligentruppen. Politisch schloss er sich der Whig Party an.
Bei den Kongresswahlen des Jahres 1846 wurde Taylor im achten Wahlbezirk von Ohio in das US-Repräsentantenhaus in Washington gewählt, wo er am 4. März 1847 die Nachfolge von Allen G. Thurman antrat. Nach drei Wiederwahlen konnte er bis zum 3. März 1855 vier Legislaturperioden im Kongress absolvieren. Seit 1853 vertrat er dort als Nachfolger von Charles Sweetser den zehnten Distrikt seines Staates. Diese Zeit war anfangs noch vom Krieg gegen Mexiko bestimmt. Danach stand die Frage der Sklaverei im Mittelpunkt. Im Jahr 1850 wurde der von US-Senator Henry Clay eingebrachte Kompromiss von 1850 verabschiedet.
Während seiner Zeit als Kongressabgeordneter unterstützte John Taylor die Sklaverei. In der Zeit des Bürgerkrieges änderte er seine Haltung und wurde zu einem rückhaltlosen Unterstützer der Union. Nach dem Ende seiner Zeit im US-Repräsentantenhaus praktizierte er wieder als Anwalt. Seit Mai 1870 war er beim Bundesinnenministerium angestellt. Er starb überraschend am 6. September 1870 an seinem dortigen Schreibtisch.